# Хёрбигер, Аттила

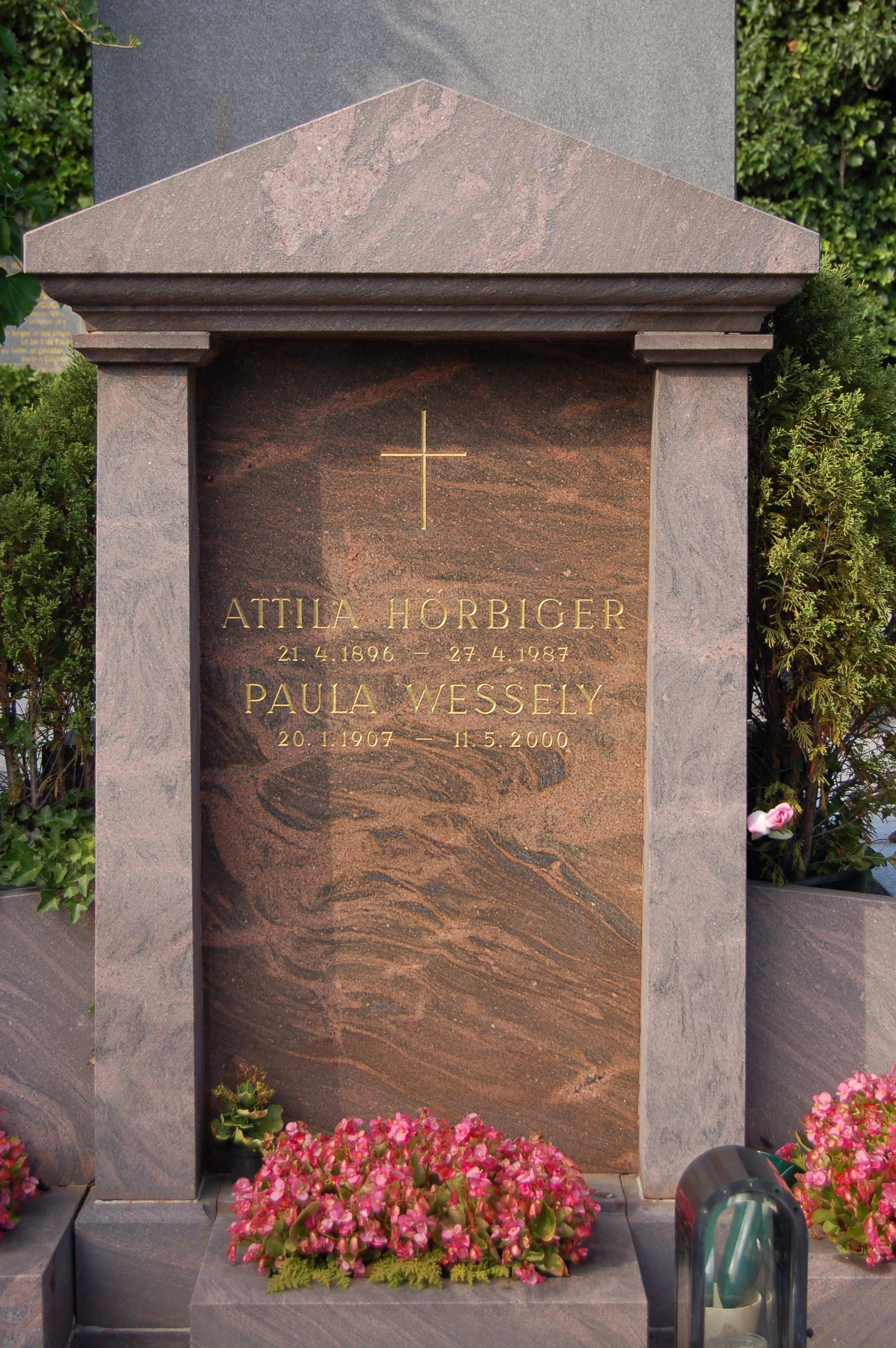
Могила Аттилы Хёрбигера на Гринцингском кладбище

Аттила Хёрбигер (нем. Attila Hörbiger; 21 апреля 1896, Будапешт — 27 апреля 1987, Вена) — австрийский актёр театра и кино.

## Биография
Аттила Хёрбигер — сын Ганса Хёрбигера, брат Пауля Хёрбигера, супруг Паулы Вессели и отец Элизабет Орт, Кристианы и Марезы Хёрбигер.
В 1903 году семья Хёрбигеров переехала из Будапешта в Вену. В 1906—1914 годах Аттила учился в гимназии, где получил первый актёрский опыт. В 1919 году состоялся его дебют на сцене в Винер-Нойштадт. Позднее выходил на сцены Штутгарте, Больцано, Вены, Бад-Ишля, Рейхенберга, Брюнна и Праги. В 1928—1949 годах Хёрбигер служил в венском Театре в Йозефштадте, в 1950—1975 годах входил в труппу Бургтеатра. После аншлюса Австрии Хёрбигер вступил в НСДАП. Вместе со своей второй супругой Паулой Вессели сыграл в антипольском и антисемитском пропагандистском фильме «Возвращение домой» (1941) у режиссёра Густава Учицки. Данный фильм находится в так называемом Vorbehaltsfilm-списке («ярко выраженная пропаганда войны, расизма и подстрекательства против других народов»), он запрещён в свободном просмотре в ФРГ, кроме как по специальному заказу для исторических дискуссий/конференций по 3-му Рейху. Ещё до аншлюса они оба снялись в фильме «Урожай» для австрофашистского режима Австрии. Аттила Хёрбигер похоронен на венском Гринцингском кладбище рядом со своей супругой.

## Фильмография
- 1929: Nachtlokal
- 1929: Das Mädchenschiff / Lebende Ware
- 1929: Die Tat des Andreas Harmer
- 1930: Das Wolgamädchen
- 1930: Концерт для флейты в Сан-Суси — Das Flötenkonzert von Sans-souci
- 1930: Kaiserliebchen
- 1930: Der unsterbliche Lump
- 1931: Die große Liebe
- 1931: Ihre Hoheit befiehlt
- 1932: Sensation 202
- 1932: Lumpenkavaliere
- 1933: Der Große Trick
- 1933: Der Tunnel
- 1934: Zwischen Himmel und Erde
- 1934: Punks kommt aus Amerika
- 1935: Varieté
- 1935: Die Liebe des Maharadscha
- 1935: Das Tagebuch der Geliebten
- 1936: Mädchenpensionat
- 1936: Ernte / Die Julika
- 1937: Премьера — Premiere
- 1937: Revolutionshochzeit
- 1938: Spiegel des Lebens
- 1938: Fracht von Baltimore
- 1938: Zwischen Strom und Steppe
- 1939: Menschen vom Varieté
- 1939: Grenzfeuer
- 1939: Renate im Quartett
- 1939: Frau im Strom
- 1940: Donauschiffer
- 1940: Die letzte Runde
- 1940: Im Schatten des Berges
- 1940: Wetterleuchten um Barbara
- 1941: Возвращение домой — Heimkehr
- 1942: Späte Liebe
- 1943: Die kluge Marianne
- 1943: Die goldene Fessel
- 1944: Am Ende der Welt
- 1944: Freunde
- 1944: Ulli und Marei
- 1947: Das unsterbliche Antlitz
- 1948: Gottes Engel sind überall,
- 1948: Ангел с трубой — Der Engel mit der Posaune
- 1948: Maresi
- 1949: Vagabunden der Liebe / Vagabunden
- 1950: Das vierte Gebot
- 1951: Мария Терезия Maria Theresia
- 1951: Gefangene Seele
- 1953: Der Verschwender
- 1954: Die Hexe
- 1954: Weg in die Vergangenheit
- 1955: Spionage
- 1955: Das Mädchen vom Pfarrhof
- 1955: Der Major und die Stiere
- 1956: Kronprinz Rudolfs letzte Liebe
- 1956: Der Meineidbauer
- 1956: Kaiserjäger
- 1957: Der Edelweißkönig
- 1961: Man nennt es Amore
- 1965: Der Alpenkönig und der Menschenfeind
- 1974: Карл Май — Karl May
- 1977: Rückkehr